# إدوارد هاغينز جونستون
إدوارد هاغينز جونستون (بالإنجليزية: Edward Huggins Johnstone) (و. 1922 – 2013 م) هو محام، وقاض من الولايات المتحدة الأمريكية .